# 아메리카멧밭쥐
아메리카멧밭쥐 또는 붉은배멧밭쥐(Reithrodontomys raviventris)는 비단털쥐과에 속하는 설치류의 일종이다. 캘리포니아주 샌프란시스코 베이 에어리어 염습지의 토착종이다.